# Supercoppa bulgara (pallavolo maschile)
La Supercoppa bulgara è una competizione pallavolistica per squadre di club bulgare maschili, organizzata con cadenza annuale dalla BFV.

## Albo d'oro
| Edizione      | Edizione          | Podio        | Podio     | Podio      |
| Anno          | Sede della finale | Campione     | Risultato | Finalista  |
| ------------- | ----------------- | ------------ | --------- | ---------- |
| 2016 Dettagli | Pazardžik         | Neftohimik   | 3 - 2     | Dobrudža   |
| 2017 Dettagli | Plovdiv           | Neftohimik   | 3 - 1     | Dobrudža   |
| 2018 Dettagli | Stara Zagora      | Neftohimik   | 3 - 0     | Montana    |
| 2019 Dettagli | Sofia             | Hebăr        | 3 - 0     | Neftohimik |
| 2020 Dettagli | Sofia             | Neftohimik   | 3 - 0     | Hebăr      |
| 2021 Dettagli | Stara Zagora      | Hebăr        | 3 - 1     | Neftohimik |
| 2022 Dettagli | Plovdiv           | Hebăr        | 3 - 1     | Neftohimik |
| 2023 Dettagli | Burgas            | Levski Sofia | 3 - 2     | Hebăr      |
| 2024 Dettagli | Sofia             | Levski Sofia | 3 - 2     | Deja       |

## Palmarès
| Squadra      | Titolo | Edizione               |
| ------------ | ------ | ---------------------- |
| Neftohimik   | 4      | 2016, 2017, 2018, 2020 |
| Hebăr        | 3      | 2019, 2021, 2022       |
| Levski Sofia | 2      | 2023, 2024             |